# Platja de sa Pedrera
La platja de sa Pedrera és una platja natural del municipi de Tossa de Mar (Selva) situada sota uns penya-segats, entre la cala Futadera i la cala Salionç. Té una longitud de 99 m i una amplada de 10 m, formada per grava i còdols.